# Sherwood (Arkansas)
Sherwood és una població dels Estats Units a l'estat d'Arkansas. Segons el cens del 2008 tenia 26.381 habitants.

## Demografia
Segons el cens del 2000, Sherwood tenia 21.511 habitants, 8.798 habitatges, i 6.211 famílies. La densitat de població era de 601,4 habitants/km².
Dels 8.798 habitatges en un 32,6% hi vivien nens de menys de 18 anys, en un 57,4% hi vivien parelles casades, en un 10,4% dones solteres, i en un 29,4% no eren unitats familiars. En el 24,6% dels habitatges hi vivien persones soles el 6,4% de les quals corresponia a persones de 65 anys o més que vivien soles. El nombre mitjà de persones vivint en cada habitatge era de 2,42 i el nombre mitjà de persones que vivien en cada família era de 2,9.
Per edats la població es repartia de la següent manera: un 24,5% tenia menys de 18 anys, un 8,5% entre 18 i 24, un 32% entre 25 i 44, un 24,4% de 45 a 60 i un 10,7% 65 anys o més.
L'edat mediana era de 36 anys. Per cada 100 dones de 18 o més anys hi havia 90,5 homes.
La renda mediana per habitatge era de 44.838 $ i la renda mediana per família de 51.510 $. Els homes tenien una renda mediana de 34.133 $ mentre que les dones 25.757 $. La renda per capita de la població era de 21.515 $. Entorn del 5,4% de les famílies i el 6,3% de la població estaven per davall del llindar de pobresa.

## Poblacions més properes
El següent diagrama mostra les poblacions més properes.